# 2013 FA28
2013 FA28 est un objet transneptunien faisant partie des cubewanos. 

## Caractéristiques
2013 FA28 mesure environ 319 km de diamètre.